# Вогоњано (Арецо)
Вогоњано је насеље у Италији у округу Арецо, региону Тоскана.
Према процени из 2011. у насељу је живело 51 становника. Насеље се налази на надморској висини од 548 м.